# Ecco: The Tides of Time
Ecco: The Tides of Time ist ein Action-Adventure-Videospiel, das von Novotrade International (heute Appaloosa Interactive) entwickelt und von Sega 1994 für den Sega Mega Drive, den Sega Mega-CD, das Sega Master System und den Sega Game Gear veröffentlicht wurde. Später wurde das Spiel für Nintendos Virtual Console, OnLive und Steam veröffentlicht. Es ist der Nachfolger von Ecco the Dolphin und der zweite Teil der Ecco-the-Dolphin-Serie.

## Handlung
The Tides of Time knüpft an das Ende des Originalspiels an, in dem Ecco seine Delfinschule und die Erde vor den Vortex-Aliens gerettet hatte. Ecco verfügt immer noch über die Kräfte, die ihm von der uralten Lebensform namens Asterit verliehen wurden, und ist seitdem zu seinem friedlichen Leben in den Gewässern der Erde zurückgekehrt. Eines Tages, als Ecco eine Unterwasserhöhle erforscht, löst ein starkes Erdbeben eine Lawine aus. Als Ecco sich erholt, erfährt er, dass die Kräfte des Asteriten ihn verlassen haben. Auch die Delphine der Zukunft haben sich weiterentwickelt, denn sie sind nun in der Lage, durch eine Kombination aus inneren Heliumblasen und telekinetischen Kräften zu fliegen.
Nachdem er die Zukunft erkundet hat, trifft Ecco auf seinen alten Freund, den Asteriten, der ihm erklärt, was in Eccos Zeit geschehen ist. Obwohl Ecco den Wirbel besiegt hatte, überlebte die Wirbelkönigin und folgte ihm zurück zur Erde, wo sie den Asteriten aus Eccos Zeit tötete und nun nistet und sich ernährt, um ihre Brut wiederherzustellen.

## Spielprinzip
The Tides of Time hat das gleiche Gameplay wie sein Vorgänger. Eccos Hauptangriff besteht darin, Feinde mit hoher Geschwindigkeit zu rammen, während sein Sonar dazu dient, mit anderen Delfinen zu kommunizieren und mit bestimmten Objekten wie Kristallen zu interagieren sowie durch Echoortung eine Karte der Umgebung aufzurufen. Ecco kann auch sein Sonar aufladen, um Gegner aus der Ferne angreifen. Als Säugetier muss Ecco außerdem in regelmäßigen Abständen auftauchen, um Luft zu holen.
In neuen Rätseln muss man andere Delfine durch ein Unterwasserlabyrinth verfolgen und eine "Schnitzeljagd" machen, bei der Ecco die fehlenden Kugeln des Asteriten einsammeln muss. Außerdem wurden zwei neue Power-Ups eingeführt. Das erste ist der "Pulsar", der Ecco die Fähigkeit verleiht, für die Dauer des Levels einen multidirektionalen Sonarangriff auf Feinde zu feuern. Das zweite ist die "Metasphäre", mit der sich Ecco in verschiedene Tiere verwandeln kann. Die Verwandlungen sind levelabhängig und umfassen unter anderem eine Möwe, eine Qualle, einen Hai oder einen Fischschwarm.
Einige Levels verwenden einen Pseudo-3D-Effekt. In diesen Abschnitten muss Ecco durch bewegende Ringe schwimmen und dabei Feinden ausweichen oder sie angreifen. Der Spieler ist gezwungen, die Sektion neu zu starten, wenn Ecco zu viele Ringe verfehlt oder zu viel Schaden nimmt.

## Rezeption
Das US-amerikanische Online-Magazin IGN bewertete die Virtual-Console-Version der Wii mit 7 von insgesamt 10 möglichen Punkten.

## Nachfolger
Ein Nachfolger für Ecco: The Tides of Time war in Planung, um die Serie als Trilogie zu beenden. Die Entwicklung des Spiels wurde jedoch abgebrochen und Sega veröffentlichte stattdessen ein Spin-Off mit dem Titel Ecco Jr. Die Hauptserie wurde erst einige Jahre später mit einer komplett anderen Handlung mit dem Spiel Ecco the Dolphin: Defender of the Future für die Dreamcast fortgesetzt.